# Karl-Liebknecht-Straße (Ilmenau)
Die Karl-Liebknecht-Straße ist eine wichtige Hauptstraße und ein ehemaliger Teil der Bundesstraße 4 in Ilmenau (Thüringen). Die nach Karl Liebknecht benannte Straße befindet sich südlich der Ilmenauer Stadtmitte. Sie verbindet den Homburger Platz im Westen mit dem Bahnhof Ilmenau im Osten. Die Gesamtlänge der Straße beträgt etwa 600 Meter.

## Geschichte
Die Karl-Liebknecht-Straße wurde in den 1890er-Jahren auf den sogenannten „Mühlwiesen“ angelegt. Ihr ursprünglicher Zweck war die am Bahnhof angereisten Kurgäste ins Kurviertel und zu den Kuranlagen zu leiten. Deshalb ist sie für damalige Verhältnisse sehr breit angelegt. Dem Fernverkehr (B4) dient sie jedoch erst seit den 1960er-Jahren. Vorher hatte sie für den Verkehr nur geringe Bedeutung, da sie westlich des heutigen Homburger Platzes praktisch im Nichts endete. Der Durchbruch zur Tannenbrücke wurde erst 1963 geschaffen, als der stetig zunehmende Individualverkehr nicht mehr durch die Innenstadt geleitet werden konnte. Dafür wurden die fünf letzten Häuser der Lindenstraße abgerissen.
Die Karl-Liebknecht-Straße hieß bis 1945 Bismarckstraße. Die Nummerierung erfolgt von West nach Ost, die Häuser mit den ungeraden Nummern liegen auf der Nordseite, diejenigen mit den geraden Nummern auf der Südseite. Ursprünglich gingen diese bis zum Haus Nr. 36, heute noch bis Nr. 30.

## Verlauf

### Der Homburger Platz

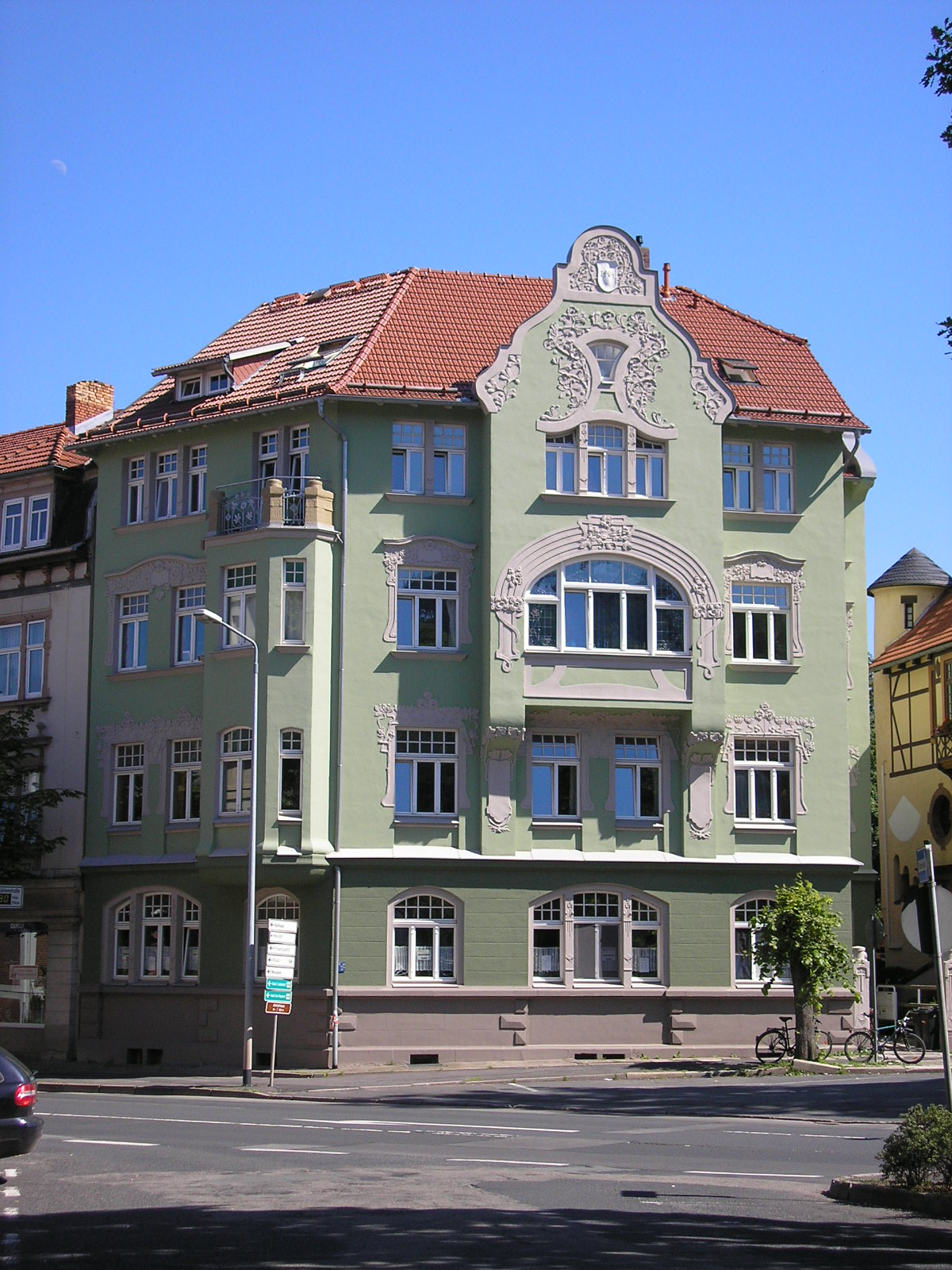
Jugendstil-Haus Homburger Platz 1

Der Homburger Platz, der den Beginn der Straße markiert, ist ein quadratisch angelegter Platz aus dem späten 19. Jahrhundert an dem neben einigen Jugendstil-Häusern auch das ehemalige Central-Hotel, die Sparkasse, das alte Elektrizitätswerk und die Diakonie der Stadt befinden. Zwischen 1890 und 1945 hieß er Bismarck-Platz, zwischen 1945 und 1990 Karl-Marx-Platz und seitdem ist er nach der Ilmenauer Partnerstadt Homburg benannt.
Das alte Elektrizitätswerk ist heute ein Technisches Denkmal. Es umfasst eine Turbine, mit der in kleinem Umfang Strom produziert wird. Sie wird vom Mühlgraben angetrieben. Das Central-Hotel bestand von 1898 bis 1943. Nach dem Zweiten Weltkrieg wurde es als Hilfskrankenhaus benutzt, zu DDR-Zeiten als Krankenhaus. Heute ist es ein Studentenwohnheim. In der Mitte des Homburger Platzes lag bis etwa 1965 ein kleiner Park, der dann jedoch verschwand, als die B4 statt des bisherigen Kreisverkehrs quer über den Platz verlegt wurde. Heute sind deshalb nur noch einzelne Bäume des alten Parks zu sehen. Die Villengebäude am Platz wurden in den 1990er-Jahren saniert. Am Homburger Platz befindet sich eine wichtige Bushaltestelle der Stadtbusse und der Regionalbusse nach Suhl und Frauenwald, die besonders von den Schülern beider Ilmenauer Gymnasien genutzt wird.

### Zwischen Homburger und Schulplatz

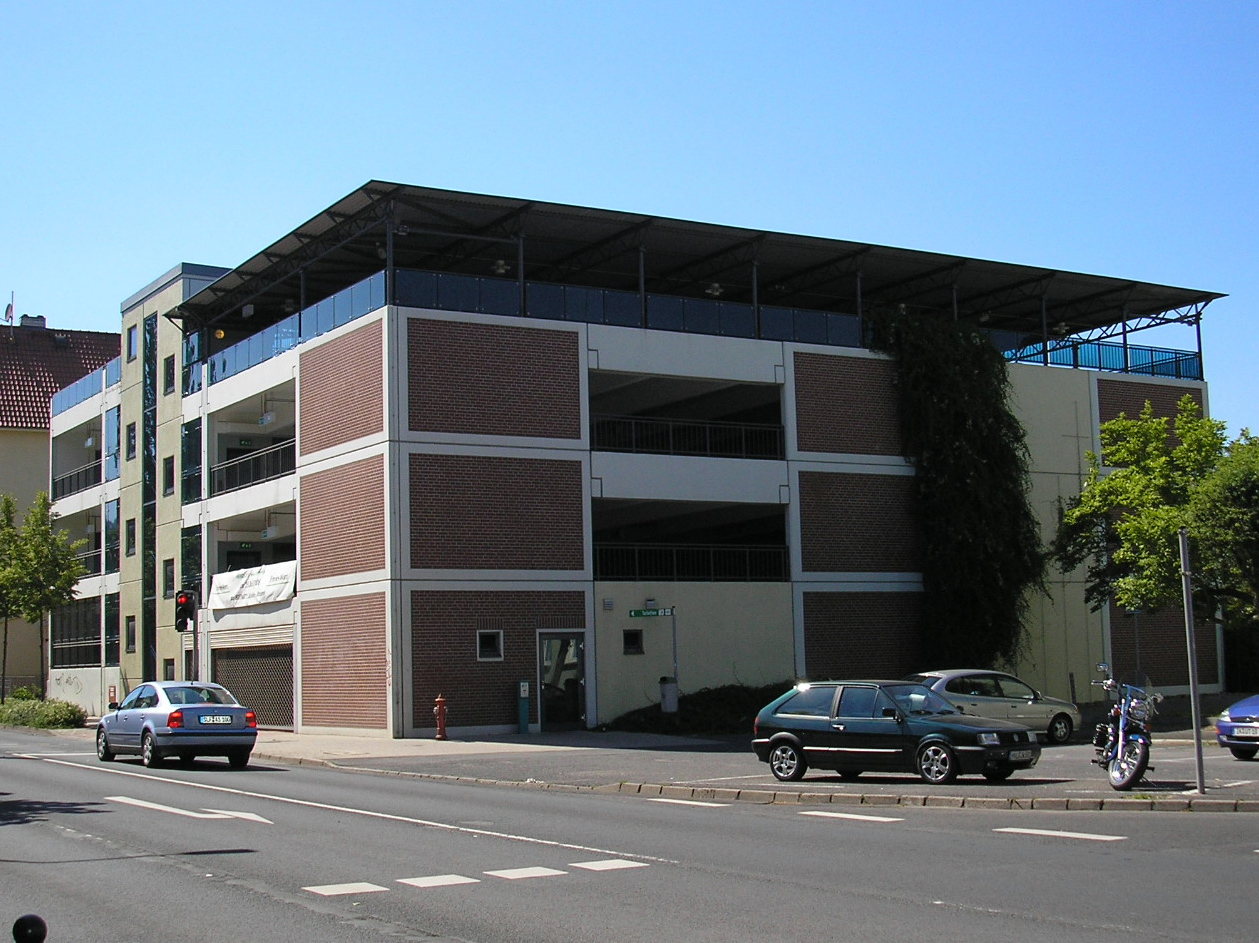
Parkhaus

Die Karl-Liebknecht-Straße beginnt am Homburger Platz, den sie in westlicher Richtung verlässt. Während auf der Südseite der Straße in diesem Abschnitt gründerzeitliche Mietshäuser stehen, fällt auf der nördlichen Seite ein Parkhaus auf. Es entstand 1999. Bis dahin befand sich auf diesem Gelände eine Großbäckerei. Hier zweigt nach Süden die Gabelsberger Straße, die bis in die 1930er-Jahre Neue Straße hieß, ab. An der Schnittstelle befindet sich eine viel frequentierte Fußgängerampel. Hier mündet die Karl-Liebknecht-Straße in den Schulplatz ein.

### Der Schulplatz

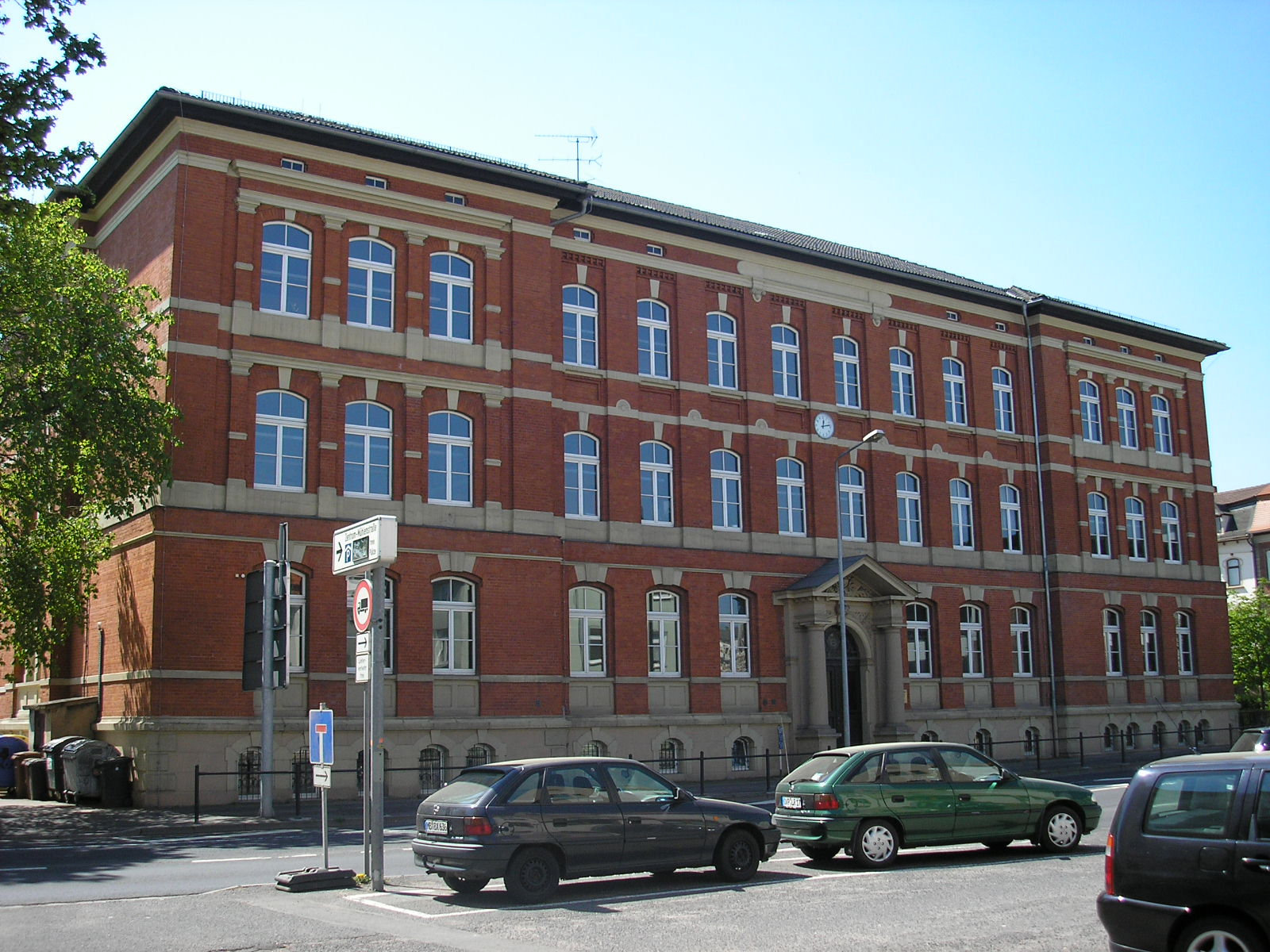
Heutiges Haus II der Goetheschule am Schulplatz

Der Schulplatz wird von einem Schulgebäude an seiner Südseite dominiert. Dieser rote Backsteinbau entstand 1895 und beherbergte bis 1949 die Ilmenauer Knabenschule. Sie war eine von drei Schulen in Ilmenau. Des Weiteren gab es eine Mädchenschule (heutige Karl-Zink-Schule) und ein Realgymnasium zur höheren Bildung (heutige Goetheschule, Haus I). 1949 erfolgte die Umwandlung in eine Polytechnische Oberschule, die die Klassen 1 bis 10 beherbergte, nun mit Schülern beider Geschlechter. Während dieser Zeit trug die Schule den Namen Karl-Liebknecht-Schule. 1990 wurde das Schulgebäude in die Goetheschule integriert. Es beherbergt heute die Sekundarstufe I (Klassen 5 bis 8) dieses Gymnasiums und wird als Haus II bezeichnet (in Unterscheidung zum Haus I in der Südstadt). Im Westen wird der Schulplatz vom Parkhaus flankiert. Im Norden stehen zwei Eckhäuser. Die Ostseite wird von einem Jugendstil-Mietshaus mit einem Türmchen aus dem Jahr 1905 begrenzt. In der Mitte des Platzes befinden sich zwei kleine Grünflächen, unter denen alte Ilmarme verlaufen, welche den Boden dort wenig tragfähig machen. Infolgedessen konnten die dort geplanten Häuser mit den Nummern 3 und 5 nicht errichtet werden. Diesem Umstand verdankt der Schulplatz seine Existenz. Jedoch kam es immer wieder zu Bodeneinbrüchen und -absenkungen in diesem Gebiet.
Vom Portal der Schule aus erstreckt sich die Schwanitzstraße (benannt nach dem Ilmenauer Richter und Ehrenbürger des 19. Jahrhunderts Carl Schwanitz) als Sichtachse bis zur Stadtmitte am Apothekerbrunnen und der Stadtkirche. Die Schwanitzstraße hieß bis 1898 Schulstraße (nach der Knabenschule), danach schon einmal Schwanitzstraße, von 1945 bis 1990 Friedrich-Engels-Straße und seitdem wieder Schwanitzstraße.

### Vom Schulplatz bis zur Bärenkreuzung
Auf dem Abschnitt vom Schulplatz bis zur Bärenkreuzung bildet sich von den Hausnummern 8 bis 21 ein gründerzeitliches Ensemble, welches heute ein Denkmalensemble ist. Deshalb dürfen die Fassaden nicht in größerem Ausmaß in ihrem Aussehen verändert werden. Auf der Südseite haben die Häuser 8 bis 18 von außen ein einheitliches Erscheinungsbild, da sie zeitgleich (1901 bis 1904) vom Architekten Ernst Hüttenrauch, der dann auch über lange Zeit ihr Besitzer war, errichtet wurden. Auch sind die Wohnungen in den Häusern identisch angelegt. Ernst Hüttenrauch wohnte in Hausnummer 10. Dieses Gebäude steht heute separat unter Denkmalschutz, da es von außen und von innen reich verziert wurde. An der Fassade finden sich viele Ornamente aus Sandstein und im Treppenhaus sind große Wandmalereien aus der Zeit um 1905 erhalten. Hinter diesem Haus gab es einen Pferdestall, was dieses Gebäude deutlich von den anderen unterscheidet. Auch daran wird sichtbar, dass es einst einem wohlhabenden Bürger als Wohnsitz diente. Die Karl-Liebknecht-Straße bildet auf diesem Abschnitt mit Linden bewachsene Allee. Nach Süden zweigt sich zwischen Schule und Hausnummer 8 die Henneberger Straße ab. Sie wurde nach den Grafen von Henneberg benannt, die im Mittelalter Herrscher über Ilmenau waren.

### Die Bärenkreuzung
Die Bärenkreuzung liegt etwa in der Mitte der Karl-Liebknecht-Straße. Hier schneidet die eine Ringstraße darstellende Karl-Liebknecht-Straße die Oehrenstöcker Straße, eine wichtige Ausfallstraße, welche das Stadtzentrum mit dem Stadtteil Stollen und dem Dorf Oehrenstock verbindet. Ihren Namen erhielt die Bärenkreuzung vom Hotel „Zum Bären“, das sich einst hier befand. Es wurde in der Zeit des Baus der Straße (also etwa um 1890) errichtet. Zu Beginn der 1920er-Jahre wurde das alte Gebäude durch ein neues, noch heute bestehendes Haus im Stil der Neuen Sachlichkeit ersetzt. Das Hotel wurde nach 1945 in Haus des Handwerks umbenannt. Die zum Hotel gehörende Gaststätte mit Bierstube und Weinstube war sehr beliebt bei den Ilmenauern. In der Wendezeit wurde das Hotel geschlossen. Die Gaststätte wurde als asiatisches Restaurant weitergeführt. Nach mehrfachem Betreiberwechsel ist das Restaurant zurzeit (2015) geschlossen. Seit 1990 befindet sich hier eine regionale Niederlassung der Industrie- und Handelskammer (IHK).
In den 1960er-Jahren wurde an der Bärenkreuzung eine der ersten Ampeln Ilmenaus aufgestellt. Sie ersetzte den „Kreuzungs-Willi“, eine stadtbekannte Persönlichkeit, die bis dahin den Verkehr auf der Kreuzung regelte.

### Zwischen Bären- und Bahnhofskreuzung

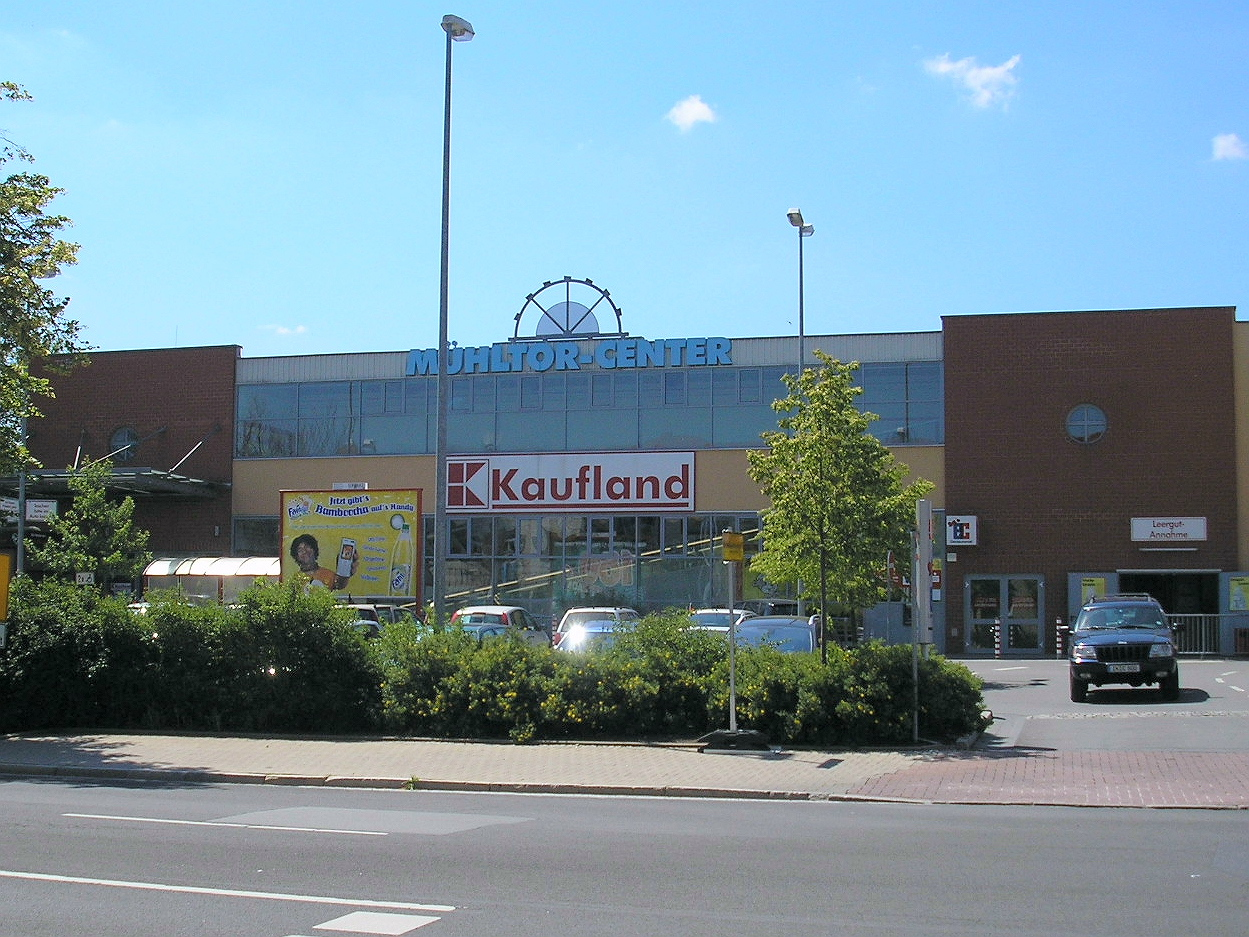
Mühltor-Center

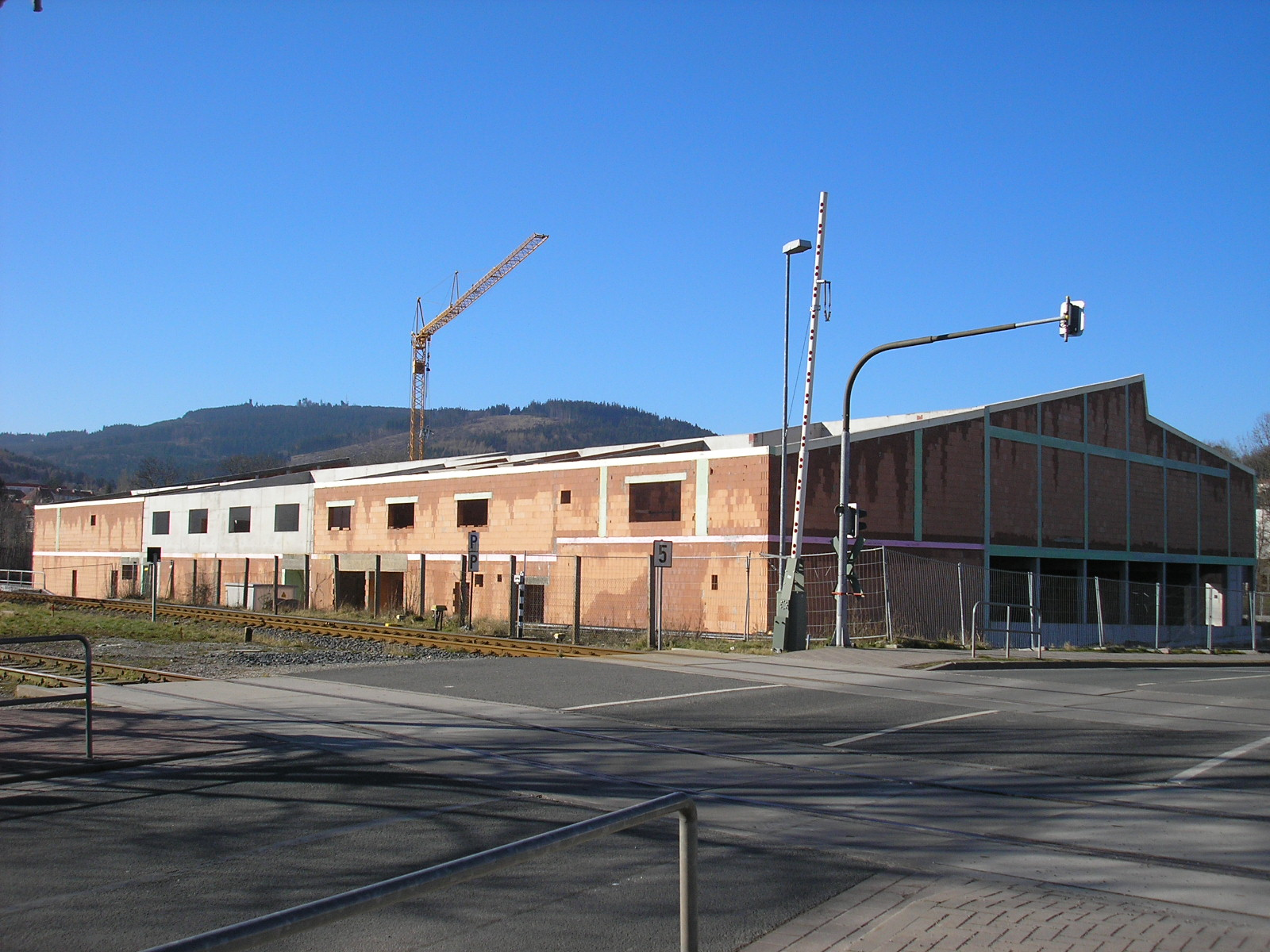
Bauzustand der Eishalle (Februar 2007)

Während auf dem Abschnitt westlich der Bärenkreuzung Wohnhäuser dominieren, so waren es auf dem östlich gelegenen Abschnitt Industrieanlagen. Auf der Nordseite befand sich die Thüringische Glasinstrumentenfabrik Alt, Eberhardt & Jäger, welche 1892 gegründet wurde. Dieses dreiflügelige Fabrikgebäude nahm den kompletten Platz zwischen Karl-Liebknecht-Straße und Mühltor ein. Sie hatte zeitweise über 400 Mitarbeiter. Gefertigt wurden vor allem Thermometer und andere Laborgeräte aus Glas. Um das Rohglas dafür zu gewinnen, wurde 1922 auf der anderen Seite der Karl-Liebknecht-Straße eine Glashütte errichtet, die ebenfalls zum Konzern gehörte. Diese Glashütte hatte etwa 150 Mitarbeiter und stellte ca. 900 verschiedene Hohlglaserzeugnisse her. 1989 wurde sie abgerissen. Seit 2006 wurde auf diesem Areal eine Eissporthalle gebaut, die im Oktober 2007 eröffnet wurde. Neben der Eishalle, wo sich bis 1995 ein Sägewerk befand, liegt heute ein Teich. Er entstand etwa 1998 bei Schachtarbeiten zur Tiefgarage eines neuen Einkaufszentrums, das auf diesem Gebiet errichtet werden sollte. Die Baugrube war schlecht gegen das niedrige Grundwasser abgesichert und lief deshalb voll. Daraufhin wurde das Einkaufszentrum gegenüber im seit 1990 leerstehenden Gebäude der Glasinstrumentenfabrik untergebracht. Um den Denkmalschutzbestimmungen Rechnung zu tragen, erhielt man die historische Fassade der Fabrik. Hinter ihr befindet sich seit 1999 das „Mühltor-Center“.

### Die Bahnhofskreuzung

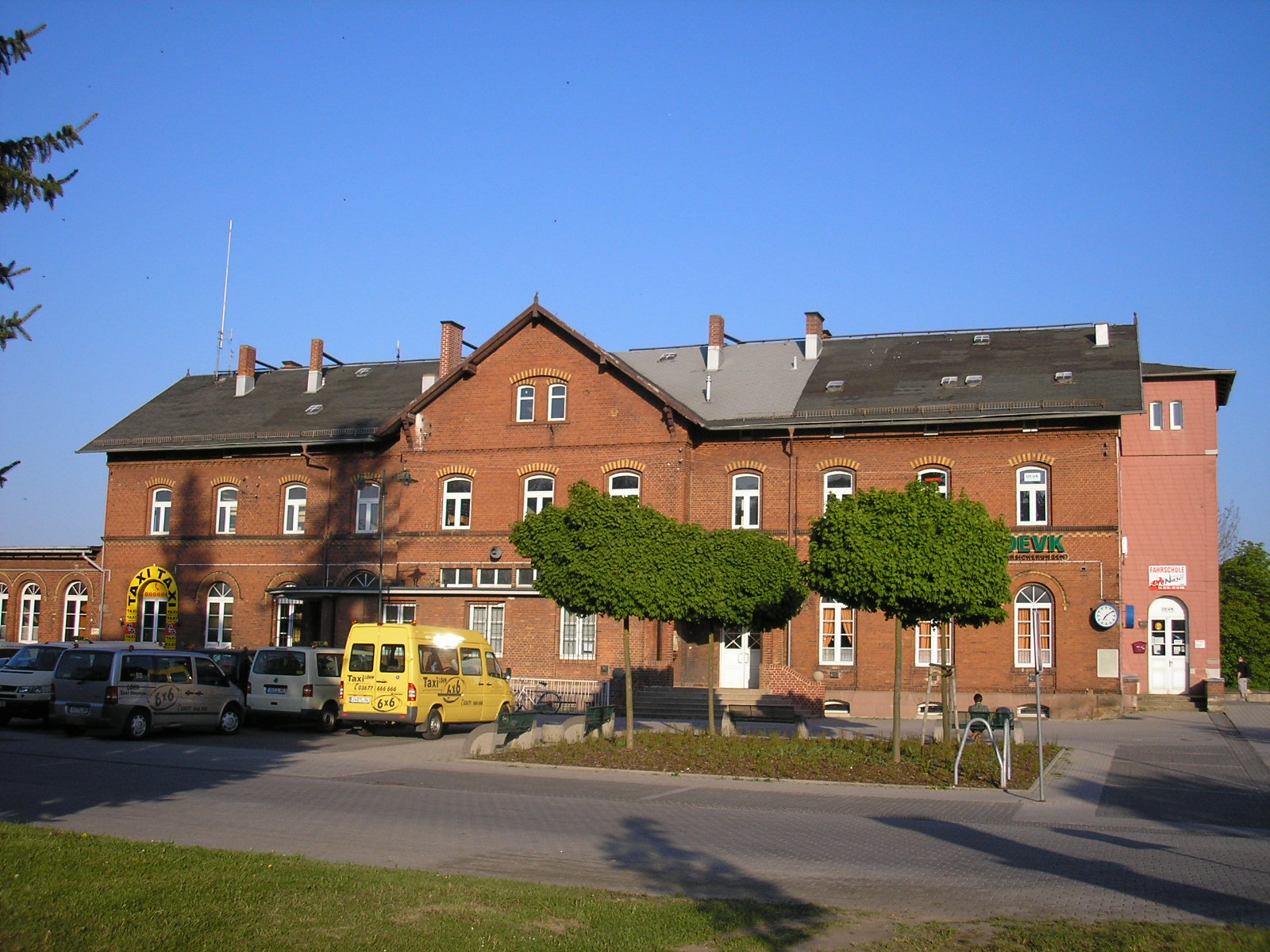
Bahnhofsgebäude

An der Bahnhofskreuzung, im Volksmund auch „Kauflandkreuzung“ genannt, trifft die vierspurige Karl-Liebknecht-Straße auf die Langewiesener Straße nach Osten, die Friedrich-Ebert-Straße, die ihre nördliche Fortsetzung darstellt und die August-Bebel-Straße, die nacht Westen ins Stadtzentrum führt. Die Bahnhofskreuzung liegt am Bahnhof Ilmenau und ist einer der wichtigsten Verkehrsknotenpunkte der Stadt.

## Bevölkerung und soziale Struktur
In der Karl-Liebknecht-Straße wohnen etwa 250 Menschen. Da alle Gebäude mehrstöckige Mietshäuser sind, wird eine überdurchschnittlich hohe Bevölkerungsdichte erreicht. Die Wohnungsgrößen liegen meist etwa zwischen 60 und 100 m², was dazu führt, dass sich in der Karl-Liebknecht-Straße mittlerweile Studenten und andere Einwohner etwa die Waage halten. Teilweise wird die Straße in studentischen Kreisen mit der Abkürzung KaLi bezeichnet.